# Apeadeiro de Sapataria
O apeadeiro de Sapataria é uma gare da Linha do Oeste, que serve a localidade de Sapataria, no concelho de Sobral de Monte Agraço, em Portugal.

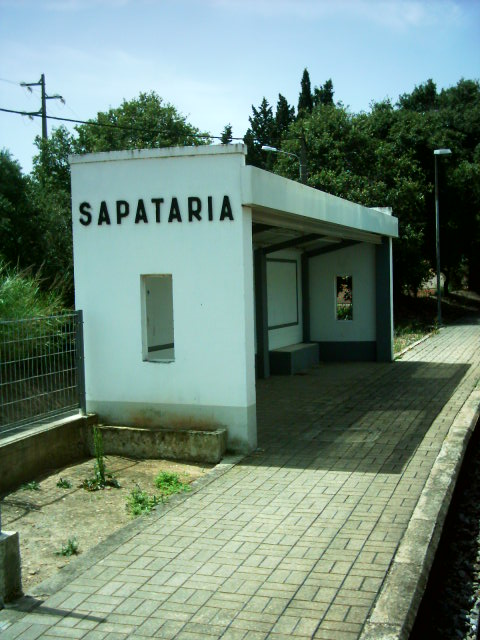
Abrigo do apeadeiro, em 2008.

## Descrição

### Localização e acessos
Junto a esta interface tem o seu extremo sul um troço de 18 km em que a Linha do Oeste segue paralela ao Rio Sizandro, até Torres Vedras.

### Infraestrutura
Como apeadeiro de uma linha em via única, esta interface tem uma só plataforma, que tem 90 m de comprimento e 80 cm de altura; esta situa-se do lado nascente da via (lado direito do sentido ascendente, para Figueira da Foz).

### Serviços
Em dados de 2023, esta interface é servida por comboios de passageiros da C.P. de tipo regional, tipicamente com sete circulações diárias em cada sentido entre Lisboa - Santa Apolónia ou Mira Sintra - Meleças e Caldas da Rainha ou Coimbra-B ou Figueira da Foz.

## História
Esta interface situa-se no lanço entre Agualva-Cacém e Torres Vedras, que foi aberto à exploração em 21 de Maio de 1887, pela Companhia Real dos Caminhos de Ferro Portugueses.
Em 16 de Junho de 1949, a Gazeta dos Caminhos de Ferro noticiou que a Companhia dos Caminhos de Ferro Portugueses tinha modificado os seus horários de forma a que o apeadeiro de Sapataria passasse a ser servido por cinco automotoras ascendentes e quatro descendentes, medida que veio melhorar os acessos à freguesia.

Nos finais da década de 2010 foi finalmente aprovada a modernização e eletrificação da Linha do Oeste; no âmbito do projeto de 2018 para o troço a sul das Caldas da Rainha, o apeadeiro de Sapataria irá ser alvo de remodelação, bem como o túnel homónimo contíguo; será mantida a passagem de nível próxima (ao PK 45+850), servindo a Rua do Apeadeiro.
|  |  | - Comboios de Portugal - Infraestruturas de Portugal - Transporte ferroviário em Portugal - História do transporte ferroviário em Portugal |